# Jive Bunny and the Mastermixers
I Jive Bunny and the Mastermixers sono stati un gruppo musicale britannico specializzato in novelty song.

## Storia del gruppo
Nati a Londra nel 1988, i Jive Bunny and the Mastermixers sono il progetto dei produttori britannici John Pickles e Ian Morgan. Anticipatori della tecnica del megamix che caratterizzerà la seconda metà degli anni novanta, i Jive Bunny and the Mastermixers esordirono nel 1989 con Swing the Mood: un medley di vecchi successi rock and roll. Ad esso seguirono, nello stesso anno, That's What I Like e Let's Party, che ripetono la stessa formula dell'esordio. Grazie a quelle tracce, i Jive Bunny and the Mastermixers furono i terzi, dopo i Gerry and the Pacemakers e i Frankie Goes to Hollywood, i cui primi tre singoli raggiunsero il primo posto della classifica britannica.
Nello stesso anno collaborarono con Liz Kershaw, Bruno Brookes e i Londonbeat al singolo It Takes Two, Baby (si tratta di una cover dell'omonima traccia di Marvin Gaye e Kim Weston) e pubblicarono il primo album Jive Bunny: The Album, stroncato dalla critica (una sorte toccata anche al resto della loro discografia) ma entrato nella top 10 di molte classifiche. I due album successivi It's Party Time del 1990 e Rock 'n' Roll Hall of Fame del 1991 ebbero meno successo. La formazione continuò la sua attività per tutti gli anni novanta.

## Membri
- John Pickles – produzione
- Ian Morgan – produzione

## Discografia

### Album in studio
- 1989 – Jive Bunny: The Album
- 1989 – It's Party Time
- 1989 – Rock 'n' Roll Hall of Fame
- 1996 – Christmas Party
- 1998 – Hop Around The Clock
- 2002 – Ultimate Christmas Party

### Singoli
- 1989 – Swing the Mood
- 1989 – That's What I Like
- 1989 – Let's Party
- 1989 – It Takes Two, Baby (con Liz Kershaw e Bruno Brookes e i Londonbeat)
- 1990 – That Sounds Good to Me
- 1990 – Can Can You Party
- 1990 – Let's Swing Again
- 1990 – The Crazy Party Mixes
- 1991 – Over to You John (Here We Go Again)
- 1991 – Hot Summer Salsa
- 1991 – Rock 'n' Roll Dance Party

### Album compilation
- 1994 – The Best of Jive Bunny and the Mastermixers